# Il condottiere
Il condottiere (Le Condottiere) è un quadro del pittore francese Jean-Auguste-Dominique Ingres, realizzato nel 1821 a Firenze, in Italia. Quest'olio su tela ingrandito mediante tre piccole assi di legno è il ritratto di un condottiero in armatura. Si tratta di uno schizzo per una figura che appare nel quadro L'entrata a Parigi del futuro Carlo V. Acquistato a un'asta il 21 marzo del 2023 presso Drouot, a Parigi, è conservato al museo Ingres Bourdelle di Montauban, nel dipartimento di Tarn e Garonna.

## Descrizione
Questo studio a olio è il ritratto a mezzobusto di un condottiero (o "condottiere" in italiano arcaico, termine tuttora usato in francese), un capitano di mercenari, che indossa un'armatura che richiama quelle del Rinascimento italiano. Nel dipinto L'entrata a Parigi del futuro Carlo V la figura che riprende questo schizzo si trova nella parte destra della composizione: essendo un'opera ambientata nella Francia del Medioevo e non nell'Italia del Rinascimento, ci sono alcune differenze nell'armatura, alla quale si aggiunge un elmo, e la figura non ha né barba né baffi.
È probabile che il volto di questo condottiero sia stato ripreso da Ingres per una figura di una sua opera successiva, Il martirio di San Sinforiano del 1834. Esiste infatti uno studio attribuibile all'artista di Montauban che ritrae la testa di un sacerdote che assiste al martirio del giovane santo, il cui sguardo è identico a quello del Condottiere.